# Chambre de commerce et d'industrie des Deux-Sèvres
La chambre de commerce et d'industrie des Deux-Sèvres est la CCI du département des Deux-Sèvres. Son siège est à Niort au 20 avenue Léo Lagrange. Elle a des annexes à Bressuire, Parthenay, Melle, Thouars.

## Missions
À ce titre, elle est un organisme chargé de représenter les intérêts des entreprises commerciales, industrielles et de service des Deux-Sèvres et de leur apporter certains services. C'est un établissement public qui gère en outre des équipements au profit de ces entreprises.
Comme toutes les CCI, elle est placée sous la double tutelle du Ministère de l'Industrie et du Ministère des PME, du Commerce et de l'Artisanat.

### Service aux entreprises
- Centre de formalités des entreprises
- Assistance technique au commerce
- Assistance technique à l'industrie
- Assistance technique aux entreprises de service
- Point A (apprentissage)

### Centres de formation
- École supérieure de la métier de la vente par alternance de Niort.
- Formation continue

## Historique
La chambre de Commerce et d'Industrie des Deux-Sèvres a été créée par décret le 11 avril 1899 et installée un an plus tard en 1900.
Émile Marot a présidé la CCI de 1900 à 1937.

## Pour approfondir